# Eclissi solare del 31 luglio 2000
L'eclissi solare del 31 luglio 2000 è un evento astronomico che ha avuto luogo il suddetto giorno attorno alle ore 2.14 UTC.